# Luis de la Palma

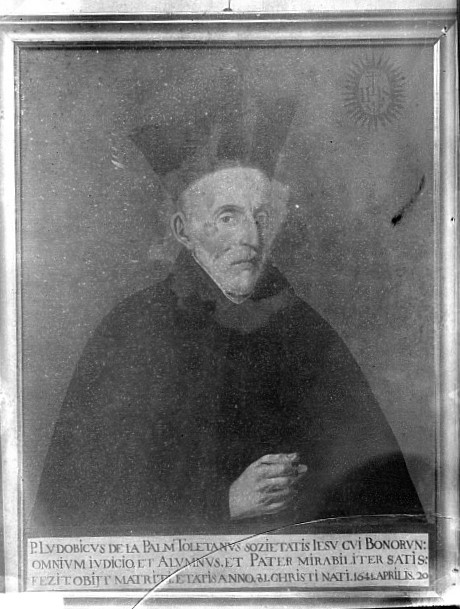
Louis de la Palma

Luis de la Palma SJ (* 1559 in Toledo, Spanien; † 1641 in Madrid) war ein spanischer Jesuit, Priester, Prediger, Theologe und Verfasser geistlicher Bücher.

## Leben
Luis de la Palma (lat. Ludovicus de Palma, dt. Ludwig von Palma) wurde 1559 (oder 1560) in Toledo geboren und trat im Jahre 1575 in das Noviziat der Gesellschaft Jesu ein. Von 1618 bis 1622 war er Rektor des Colegio Imperial in Madrid. Zweimal war er Provinzial der Ordensprovinz von Toledo.

## Zitate
„Die Passion und der Tod, womit Unser König und Heiland Jesus Christus Sein heiligstes Leben und seinen glorreichen Beruf beschloss, um dadurch das ganze menschliche Geschlecht von der elenden Knechtschaft der Sünde zu erlösen und demselben das geistliche Heil der Gnade, ewiger Seligkeit und Glorie zu verleihen, sind das erhabenste, göttlichste und verborgenste Geheimnis, das je stattgefunden hat in der Welt, seit sie Gott erschaffen, oder welches je stattfinden wird bis ans Ende, von welcher Seite man immer dasselbe in Auge fassen möge, entweder hinsichtlich der Person, die leidet oder dessen, was sie leidet, oder hinsichtlich des Zwecks, für den sie leidet. Um größere Klarheit in die Geschichte zu bringen, dürfte es zweckmäßig sein, in Kürze den Anlass in Betracht zu ziehen, welchen die Hohenpriester und Pharisäer ergriffen, um einen so großen Sturm zu erregen und in ihrem Rate den Beschluss zu fassen, Unseren Herrn Jesus Christus einen so schmachvollen Tod zu überliefern, Ihn, dem sie, wie sehr sie auch über alles Übrige die Augen zu schließen für gut fanden, doch nicht bestreiten konnten, ein höchst erhabener Prophet und ein sehr großer Wohltäter ihres ganzen Volkes gewesen zu sein. Gleichzeitig wollen wir verzeichnen, was Unser Herr an jedem Tage dieser letzten Woche Seines Lebens tat, die wir nun, zum Gedächtnis Seines heiligsten Todes, die heilige Woche nennen.“

## Werke
- Luis de la Palma ist der Autor des über Jahrhunderte hinweg immer wieder aufgelegten Werkes Historia de la sagrada Pasión sacada de los quatro Evangelistas (deutsch Geschichte der heiligen Passion nach den vier Evangelisten oder Betrachtungen über das Leiden und Sterben Unseres Herrn Jesu Christi). Die erste spanische Ausgabe erschien 1624 in Alcalá bei Juan Orduna. Die bisher letzte deutsche Ausgabe erschien bei Friedrich Pustet, Regensburg 1881. Eine ältere dt. Ausgabe findet sich hier.
- Praxis de brevis declaratio viae spiritualis (spanisch: Práctica y breve declaración del camino espiritual) Eine alte lateinische Ausgabe findet sich hier (1629)